# Французские трусики
Французские трусики — разновидность женского нижнего белья. Термин french knickers преимущественно используется в Великобритании и Австралии, в США известны под названием tap pants. Французские трусики носят на бедрах, они скрывают верхнюю часть бедер и всю ягодичную зону. Одежда имеет стиль «открытой ноги»: свободное отверстие для ног без эластичных манжет. Сами манжеты имеют прямой покрой и могут выполняться с кружевной отделкой или без нее. Ткань часто идет со смещением разреза.
Французские трусики не следует путать с другими типами нижнего белья, такими как хипстеры, бикини и бойшортс, у которых эластичные отверстия для ног, и они плотно прилегают к телу.
Французские трусики идеально сочетаются с полными, расклешенными юбками, брюками и платьями, поскольку они могут добавить объем и сформировать видимую линию трусиков (VPL). Эта разновидность нижнего белья — элегантная, удобная и здоровая альтернатива облегающим моделям нижнего белья. Часто изготавливаются из дорогих тканей, в том числе из шелка.

## История
Французские трусики являются наследниками кальсон и нижнего белья викторианской эпохи, и вероятно получили свое название от отделанного оборками нижнего белья, которое носили танцовщицы французских театров Канкан, существовавших в конце 1800-х — начале 1900-х годов; французы, однако, не используют этот термин. В 1920-х и 1930-х годах французские трусики были очень популярны, но к 1940-м и 1950-м годам большинство женщин носили трусы-кюлот; возможно из-за нехватки ткани и дефицита шелка. К 1950-м годам почти что повсеместное распространение получили модели белья, прилегающие к телу.
Второе рождение получили в 1970-е годы. Французские трусики вернулись в моду благодаря дизайнеру Джанет Регер и другим, и были особенно популярны в 1980-х годах в специализированных магазинах. Популярность французских трусиков снова уменьшилась в 1990-е годы, поскольку более молодые потребители проявили больший интерес к другим стилям нижнего белья, таким как брифы и танга. Они по-прежнему продаются сегодня и чаще всего встречаются в розничных магазинах винтажной одежды и специализированных магазинах.